# Neopachylinae
Sous-famille
Les Neopachylinae sont une sous-famille d'opilions laniatores de la famille des Gonyleptidae.

## Distribution
Les espèces de cette sous-famille se rencontrent en Argentine, en Uruguay et au Brésil.

## Liste des genres
Selon World Catalogue of Opiliones (28/08/2021) :
- Neopachylus Roewer, 1913
- Opisthoplatus Holmberg, 1878
- Pachylobos Piza, 1940
- Senu Carvalho & Kury, 2020

## Publication originale
- Carvalho & Kury, 2020  : « A new subfamily of Gonyleptidae formed by false Discocyrtus Holmberg, 1878 from Brazil, with revalidation of Pachylobos Piza, 1940 and description of a new genus. » Zoologischer Anzeiger, vol. 290, p. 79–112.